# Малосамборский сельский совет (Конотопский район)
Малосамборский сельский совет (укр. Малосамбірська сільська рада) — входит в состав
Конотопского района
Сумской области
Украины.
Административный центр сельского совета находится в 
с. Малый Самбор
.

## Населённые пункты совета
- с. Малый Самбор

## Ликвидированные населённые пункты совета
- с. Гайки